# Bias, Lot-et-Garonne

Bias este o comună în departamentul Lot-et-Garonne din sud-vestul Franței. În 2009 avea o populație de 3.162 de locuitori.

## Evoluția populației
| An        | 1975  | 1982  | 1990  | 1999  | 2006  | 2009  |
| --------- | ----- | ----- | ----- | ----- | ----- | ----- |
| Populație | 2.601 | 2.600 | 3.032 | 2.955 | 3.169 | 3.162 |